# ورزشگاه سلهارست پارک
سلهارست پارک (به انگلیسی: Selhurst Park) نام ورزشگاه اختصاصی باشگاه کریستال پالاس است در شهر لندن از توابع انگلستان قرار دارد.
این ورزشگاه در سال ۱۹۲۴ ساخته شده و دارای ظرفیت ۲۶٬۲۵۵نفر است .سلهارست پارک سی و سومین ورزشگاه بزرگ در انگلستان می‌باشد.